# Bohumil Kubát
Bohumil Kubát (Česká Třebová, Checoslovaquia, 14 de febrero de 1935-12 de mayo de 2016) fue un deportista checoslovaco retirado especialista en lucha grecorromana donde llegó a ser medallista de bronce olímpico en Roma 1960.

## Carrera deportiva
En los Juegos Olímpicos de 1960 celebrados en Roma ganó la medalla de bronce en lucha grecorromana estilo peso pesado, tras el luchador soviético Ivan Bogdan (oro) y el alemán Wilfried Dietrich (plata).